# Bones (estúdio)
Bones Inc. (株式会社ボンズ, Kabushiki-gaisha Bonzu) é um estúdio japonês de animação. Já produziu várias séries, incluindo RahXephon, Wolf's Rain, Scrapped Princess, Eureka Seven, Angelic Layer, Darker Than Black, Soul Eater, Ouran High School Host Club,  Fullmetal Alchemist e Boku no Hero Academia.

## História
Bones foi fundado em outubro de 1998 pelos membros da Sunrise, Masahiko Minami, Hiroshi Ōsaka e Toshihiro Kawamoto. Um dos primeiros projetos do estúdio foi uma colaboração com a Sunrise em Cowboy Bebop: Knockin' On Heaven's Door, um filme baseado na série de anime Cowboy Bebop.
Em 2007, o estúdio sofreu a perda de Hiroshi Ōsaka, conhecido pelo seu trabalho como designer de personagem em séries como Mobile Suit Victory Gundam, Mobile Fighter G Gundam, e The Mars Daybreak. Ōsaka estava lutando contra um câncer, mas sucumbiu à doença no dia 24 de setembro. Ele tinha 44 anos.
Com a morte de Hiroshi Ōsaka, foi feita uma adição de dois membros ao conselho de diretores do estúdio: Makoto Watanabe e Takahiro Komori. Takahiro Komori é mais bem conhecido como designer de personagem e animador, estando com o estúdio desde a sua fundação. Seus trabalhos anteriores como designer consistem em Angelic Layer, Scrapped Princess, e Darker Than Black.

## Projetos

### Anime para televisão
| Título                                | Transmissão Original | Começo da exibição    | Termino da exibição                                              |
| ------------------------------------- | -------------------- | --------------------- | ---------------------------------------------------------------- |
| Hiwou War Chronicles                  | NHK BS2              | 24 de outubro de 2000 | 1 de maio de 2001                                                |
| Kidō Tenshi Angelic Layer             | TV Tokyo             | 1 de abril de 2001    | 30 de setembro de 2001                                           |
| RahXephon                             | Fuji TV              | 21 de janeiro de 2002 | 10 de setembro de 2002                                           |
| Wolf's Rain                           | Fuji TV              | 6 de janeiro de 2003  | 29 de julho de 2003                                              |
| Scrapped Princess                     | WOWOW                | 8 de abril de 2003    | 7 de outubro de 2003                                             |
| Fullmetal Alchemist                   | MBS, TBS             | 4 de outubro de 2003  | 2 de outubro de 2004                                             |
| Kenran Butohsai - The Mars Daybreak   | TV Tokyo             | 1 de abril de 2004    | 23 de setembro de 2004                                           |
| Kurau Phantom Memory                  | TV Asahi             | 24 de junho de 2004   | 15 de dezembro de 2004                                           |
| Eureka Seven                          | JNN (MBS)            | 26 de abril de 2005   | 5 de abril de 2006                                               |
| Ouran High School Host Club           | NTV                  | 4 de abril de 2006    | 27 de setembro de 2006                                           |
| Jyu-Oh-Sei                            | Fuji TV              | 13 de abril de 2006   | 22 de junho de 2006                                              |
| Ghost Slayers Ayashi                  | MBS, TBS             | 7 de outubro de 2006  | 31 de março de 2007                                              |
| Darker than Black: Kuro no Keiyakusha | MBS, TBS             | 5 de abril de 2007    | 28 de setembro de 2007                                           |
| Skull Man                             | Fuji TV              | 28 de abril de 2007   | 21 de julho de 2007                                              |
| Soul Eater                            | TXN (TV Tokyo)       | 7 de abril de 2008    | 30 de março de 2009                                              |
| Chiko, Heiress of the Phantom Thief   | Fuji TV              | 12 de abril de 2008   | 27 de setembro de 2008 (Co-produzido com Telecom Animation Film) |
| Fullmetal Alchemist: Brotherhood      | JNN (MBS)            | 5 de abril de 2009    | 4 de julho de 2010                                               |
| Tokyo Magnitude 8.0                   | Fuji TV              | 9 de julho de 2009    | 17 de setembro de 2009 (Co-produzido com Kinema Citrus)          |
| Darker than Black: Ryūsei no Gemini   | MBS, TBS             | 8 de outubro de 2009  | 25 de dezembro de 2009                                           |
| Heroman                               | TXN (TV Tokyo)       | 1 de abril de 2010    | 23 de setembro de 2010                                           |
| Star Driver: Kagayaki no Takuto       | JNN (MBS)            | 3 de outubro de 2010  | 4 de abril de 2011                                               |
| Gosick                                | TV Tokyo             | 7 de janeiro de 2011  | 2 de julho de 2011                                               |
| No. 6                                 | Fuji TV              | 8 de julho de 2011    | 15 de setembro de 2011                                           |
| Un-Go                                 | Fuji TV              | 14 de outubro de 2011 | 23 de dezembro de 2011                                           |
| Eureka Seven: Astral Ocean            | MBS, TBS             | 12 de abril de 2012   | 19 de novembro de 2012                                           |
| Blast of Tempest                      | MBS, TBS             | 4 de outubro de 2012  | 28 de março de 2013                                              |
| Tenkai Knights                        | Cartoon Network      | 24 de agosto de 2013  | 6 de dezembro de 2014                                            |
| Space Dandy                           | Adult Swim, Tokyo MX | 4 de janeiro de 2014  | 26 de março de 2014                                              |
| Noragami                              | Tokyo MX             | 5 de janeiro de 2014  | 23 de março de 2014                                              |
| Captain Earth                         | MBS                  | 5 de abril de 2014    | 20 de setembro de 2014                                           |
| Soul Eater Not!                       | TV Tokyo             | 8 de abril de 2014    | 2 de julho de 2014                                               |
| Hitsugi no Chaika                     | Tokyo MX             | 9 de abril de 2014    | 25 de julho de 2014                                              |
| Space Dandy II                        | Adult Swim, Tokyo MX | 6 de julho de 2014    | 28 de setembro de 2014                                           |
| Hitsugi no Chaika: Avenging Battle    | Tokyo MX             | 8 de outubro de 2014  | 10 de dezembro de 2014                                           |
| Blood Blockade Battlefront            | por anunciar         | 5 de abril de 2015    | 4 de outubro de 2015                                             |
| Boku no Hero Academia                 | TBS(MBS)             | 3 de abril de 2016    | 26 de junho de 2016                                              |
| Bungou Stray Dogs                     | Tokyo MX             | 7 de abril de 2016    | 22 de dezembro de 2016                                           |
| Mob Psycho 100                        | TV Tokyo             | 12 de julho de 2016   | 26 de setembro de 2016                                           |
| Show by Rock 2!!                      |                      | 2 de outubro de 2016  | 18 de dezembro de 2016                                           |
| Bungo Stray Dogs 2                    |                      | 6 de outubro de 2016  | 16 de dezembro de 2016                                           |
| My Hero Academia 2                    |                      | 1 de abril de 2017    | 30 de setembro de 2017                                           |
| Blood Blockade Battlefront & Beyond   |                      | 8 de outubro de 2017  | 24 de dezembro de 2017                                           |
| My Hero Academia 3                    |                      | 7 de abril de 2018    | 29 de setembro de 2018                                           |
| Dragon Pilot: Hisone and Masotan      |                      | 13 de abril de 2019   | 29 de junho de 2018                                              |
| Mob Psycho 100 II                     |                      | 7 de janeiro de 2019  | 1 de abril de 2019                                               |
| Carole & Tuesday                      |                      | 11 de abril de 2019   | 3 de outubro de 2019                                             |
| Bungo Stray Dogs 3                    |                      | 12 de abril de 2019   | 28 de junho de 2019                                              |
| My Hero Academia 4                    |                      | 12 de outubro de 2019 | 4 de abril de 2020                                               |
| SK∞                                   |                      | 10 de janeiro de 2021 | 4 de abril de 2021                                               |
| Bungo Stray Dogs Wan!                 |                      | 13 de janeiro de 2021 | 31 de março de 2021                                              |
| My Hero Academia 5                    |                      | 27 de março de 2021   | presente                                                         |
| Godzilla: S.P                         |                      | 1 de abril de 2021    | presente                                                         |
| As Memórias de Vanitas                | Tokyo MX             | 2 de julho de 2021    |                                                                  |

### OVAs
- RahXephon Interlude: Her and Herself/Thatness and Thereness (2003)
- Wolf's Rain (2004)
- Fullmetal Alchemist: Premium Collection (2006)
- Ghost Slayers Ayashi: Ayashi Diving Comedy (2007)
- Darker than Black: Beneath the Fully Bloomed Cherry Blossoms (2008)
- Fullmetal Alchemist Brotherhood (2010)
- Halo Legends (2010)
- Darker than Black: Gaiden (2010)
- Eureka Seven Ao: The Flowers of Jungfrau (2012)
- Noragami (2014)
- Hitsugi no Chaika (2015)
- Noragami Aragoto (November 17, 2015 – March 17, 2016)

### Web anime
- Xam’d: Lost Memories (PlayStation Network, 16 de julho de 2008 a 3 de fevereiro de 2009)

### Filmes
- Cowboy Bebop: Knockin' On Heaven's Door (1 de setembro de 2001, co-produzido com a Sunrise)
- Pia Carrot E Yōkoso!! – Sayaka No Koi Monogatari (co-produzida pela I-Move, 19 de outubro de 2002)
- RahXephon Tagen Hensōkyoku (19 de abril de 2003)
- FullMetal Alchemist The Movie: Conqueror Of Shamballa (23 de julho de 2005)
- Sword Of The Stranger (29 de setembro de 2007)
- Eureka Seven Pocket Full Of Rainbows (animação pela Kinema Citrus; estreia no Japão no dia 25 de abril de 2009 e nos Estados Unidos no dia 25 de setembro, sob o título Eureka 7, Good Night, Sleep Tight, Young Lovers)

### Jogos
- RahXephon Sōkyū Gensokyoku (Bandai, 7 de agosto de 2003)
- Eureka Seven TR1: New Wave (Bandai, 27 de outubro de 2005)
- Eureka Seven TR2: New Vision (Bandai, 11 de maio de 2006)

- Este artigo foi inicialmente traduzido, total ou parcialmente, do artigo da Wikipédia em inglês cujo título é «Bones (studio)».